# Edy's Pie

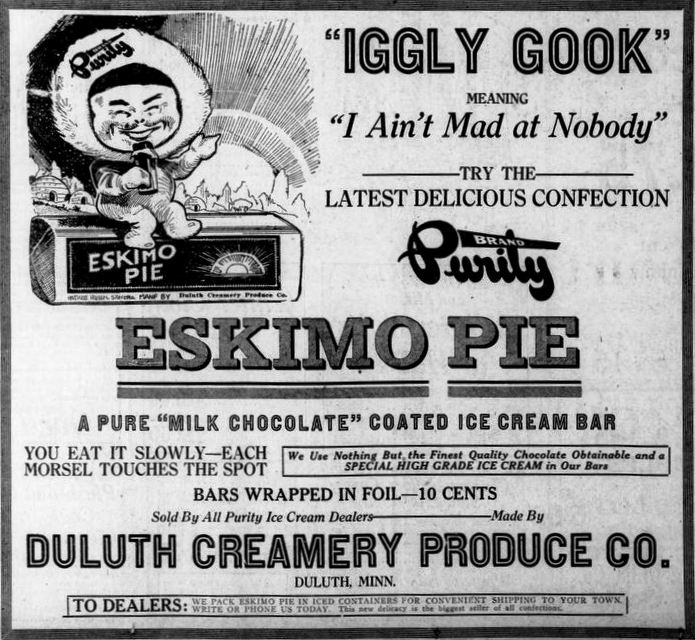
Anuncio de periódico para Eskimo Pie, en la página 3 del 24 de enero de 1922 Duluth Herald.

El Edy's Pie (antes conocido como Eskimo Pie) es el nombre comercial de un helado de vainilla recubierto de una capa de chocolate, es considerado en la historia del chocolate como una de las primeras marcas de Estados Unidos en realizar este tipo de postre. La traducción al español es pastel o bollo esquimal. Se comercializa desde comienzos del siglo XXI por la marca Nestlé, siendo la fabricación responsabilidad de Dreyer's ubicada en el oeste de Estados Unidos, y Edy's del este de Estados Unidos. El producto fue introducido en algunos países anglosajones como en Nueva Zelanda en el año 1955, y son comercializados bajo la denominación Tip Top que son una subsidiaria de Fonterra, una de las multinacionales más grandes del país.

## Historia
El inmigrante danés Christian Kent Nelson, un profesor de escuela y propietario de tienda de caramelos, reclamó haber recibido la inspiración para inventar el Edy's Pie en 1920 en la ciudad de Onawa, Iowa. La inspiración le vino de un niño que en su tienda no era capaz de decidir, debido al dinero, entre un helado o una barra de chocolate. Tras experimentar con diversas mezclas fundiendo chocolate en hielo, Nelson comenzó a comercializar su invención denominada como "I-Scream Bars." En 1921, hizo los trámites para registrar la patente y poder asegurar el contrato realizado con el fabricante de chocolate denominado Russell C. Stover y poder producir de esta forma la marca registrada: "Eskimo Pie" (un nombre sugerido por Mrs. Stover).Tras la patente número 1,404,539 registrada el 24 de enero Nelson comercializó el producto, permitiendo a los manufactureros comercializar con este nombre. La patente, que fue aplicada a cualquier producto congelado recubierto de chocolate fue invalidada en 1929.